# 창녕 영산고분군
창녕 영산고분군(昌寧 靈山古墳群)은 대한민국 경상남도 창녕군 영산면에 있는 무덤이다. 1997년 12월 31일 경상남도의 기념물 제168호 영산고분군으로 지정되었다가, 2018년 12월 20일 현재의 명칭으로 변경되었다.

## 현지 안내문
영산 동쪽 밀양으로 가는 도로 옆에 있는 10여 기의 무덤들이 분포하는 곳이다.
구조는 네모꼴이며 네 벽면은 자연석으로 쌓았다. 판돌로 덮인 천장은 다른 지방과 같으나 돌방 안쪽이 폭이 좁고 길이가 길며 비교적 높은 것이 특징이다.

## 참고 문헌
- 이 문서에는 다음커뮤니케이션(현 카카오)에서 GFDL 또는 CC-SA 라이선스로 배포한 글로벌 세계대백과사전의 내용을 기초로 작성된 글이 포함되어 있습니다.

## 참고 자료
- 창녕 영산고분군 - 국가유산청 국가유산포털